# Vingtaine (Einheit)
Vingtaine war ein französisches Stück- und Zählmaß. Es entsprach dem deutschen Maß Stiege.
- 1 Vingtaine = 20 Stück